# Olympische Geschichte Osttimors
| Gelbes Symbol für Goldmedaillen mit stilisierten Olympischen Ringen | Graues Symbol für Silbermedaillen mit stilisierten Olympischen Ringen | Braundes Symbol für Bronzemedaillen mit stilisierten Olympischen Ringen |
| ------------------------------------------------------------------- | --------------------------------------------------------------------- | ----------------------------------------------------------------------- |
| —                                                                   | —                                                                     | —                                                                       |

Osttimor nimmt seit den Olympischen Sommerspielen 2004 in Athen jedes Mal an den Sommerspielen teil. Zuvor hatten bereits osttimoresische Sportler bei den Olympischen Sommerspielen 2000 in Sydney als unabhängige Olympiateilnehmer teilgenommen, als das Land noch unter Verwaltung der Vereinten Nationen stand. Zuvor waren osttimoresische Sportler Teil der Olympiamannschaften Indonesiens.
An Olympischen Winterspielen nahm Osttimor zum ersten Mal 2014 teil. Bei beiden bislang ausgetragenen Jugend-Sommerspielen gingen osttimoresische Jugendliche an den Start.

## Nationales Olympisches Komitee
Im Mai 2007 wurde das Comité Olímpico Nacional de Timor-Leste CONTL gegründet. Der Vorsitzende war bis 2010 João Viegas Carrascalão. Ihm folgte am 31. Juli 2010 José Luís Guterres. Derzeitiger CONTL-Präsident ist Francisco Kalbuadi Lay seit dem 18. November 2013.

## Sommerspiele

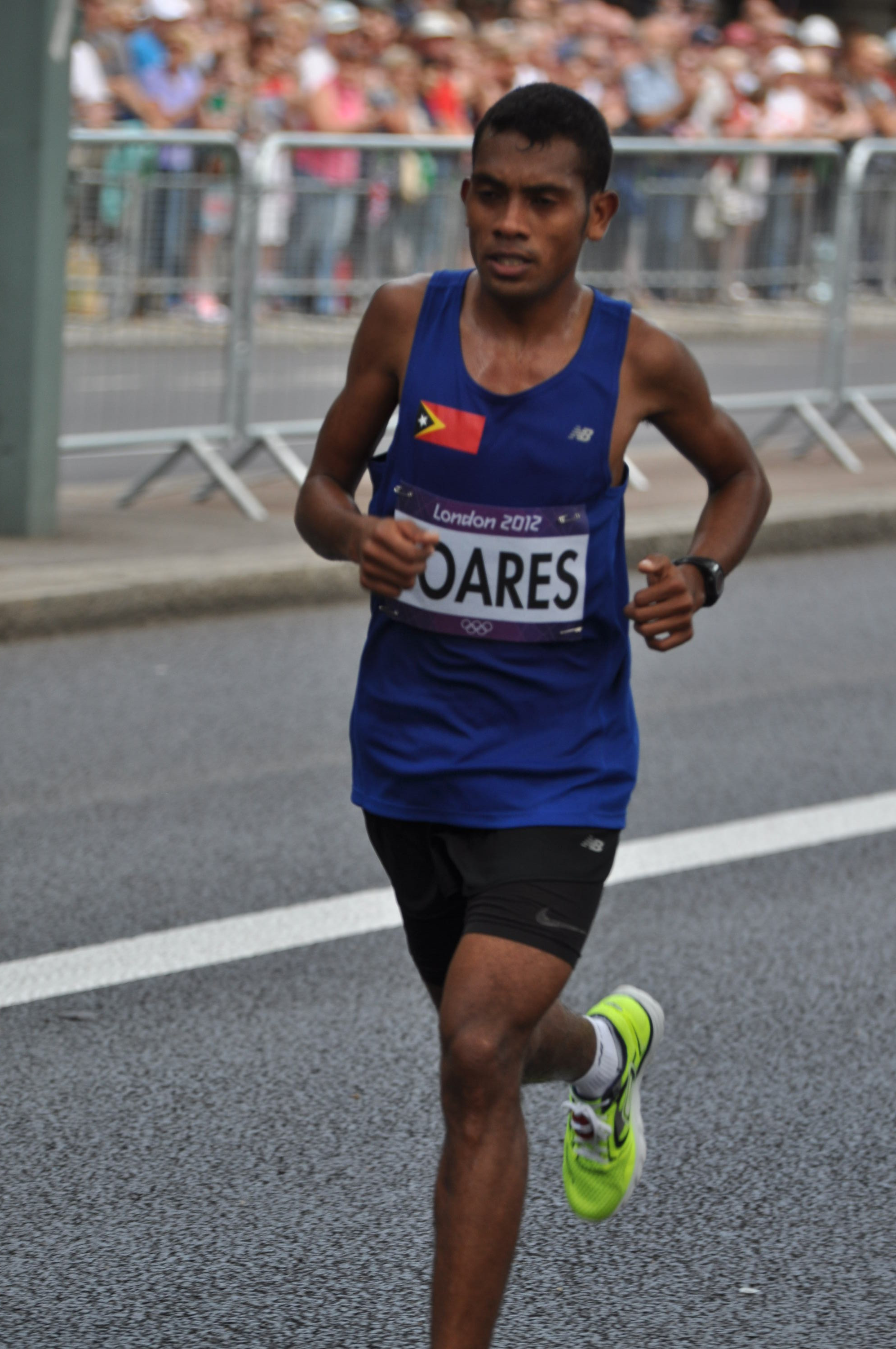
Teilnehmer 2012 und 2016: Augusto Ramos Soares

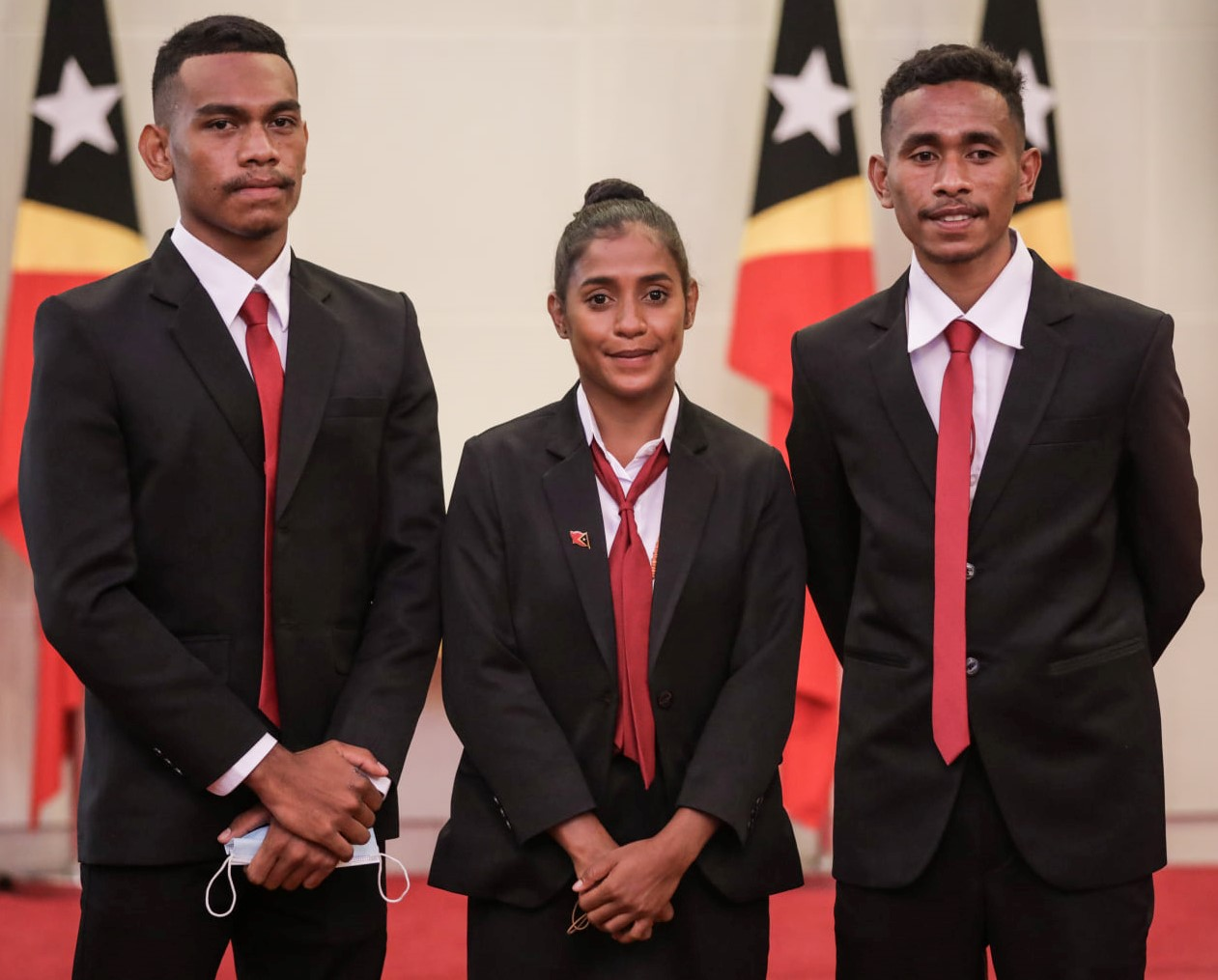
Das Olympiateam Osttimors für Tokio 2020

Das erste Mal nahm Osttimor an den Olympischen Sommerspielen 2004 in Athen mit zwei Athleten und vier Funktionären teil. Gil da Cruz Trindade startete beim Marathonlauf, erreichte das Ziel aber nicht. Agueda Amaral erreichte den 65. Platz beim Marathon der Frauen. Zuvor hatten bereits osttimoresische Sportler bei den Olympischen Sommerspielen 2000 in Sydney als unabhängige Olympiateilnehmer teilgenommen. Calisto da Costa kam beim Marathon der Männer auf Platz 71, Agueda Amaral bei den Frauen Nummer 43. Beim Boxen (Männer bis 60 kg) unterlag Victor Ramos in seinem ersten Kampf dem Ghanaen Raymond Narh.
Zu den Olympischen Sommerspielen 2008 in Peking fuhr als einzige Athletin die Marathonläuferin Mariana Dias Ximenes. Weitere Sportler in Boxen, Gewichtheben und Taekwondo konnten aufgrund Geldmangels nicht antreten. Am Regierungspalast in Dili wurde für die Bevölkerung eine Leinwand zum Public Viewing aufgestellt. Kinder hatten dort die Möglichkeit verschiedene Sportarten auszuprobieren. Ximenes erreichte das Ziel im Marathon nicht.
Bei den Olympischen Spielen 2012 in London nahmen Juventina Napoleão und Augusto Ramos Soares für Osttimor im Marathon teil. Beide Läufer erreichten das Ziel, Napoleão als 106., Soares als 84.
Bei den Olympischen Spielen 2016 in Rio de Janeiro starteten drei Osttimoresen. Nélia Martins kam über im Vorlauf über 1500 m bei den Frauen auf den letzten Platz von 41 gestarteten Läuferinnen. Nicht besser schnitt Augusto Ramos Soares in seinem Vorlauf über 1500 m ab. Mit 4:11,35 war er der langsamste Läufer, der das Ziel erreichte. Beim Cross-Country-Rennen auf dem Mountainbike wurde Francelina Cabral überrundet und kam schließlich auf den vorletzten Platz. Nur die Französin Pauline Ferrand-Prévot lag hinter ihr, da diese das Rennen nicht beendete.
Bei den Olympischen Spielen 2020, die 2021 in Tokio stattfanden, entsandte Osttimor drei Athleten: Neben den Schwimmern Imelda Felicita Ximenes Belo und José João Viegas da Silva war das der Leichtathlet Felisberto de Deus.

## Winterspiele

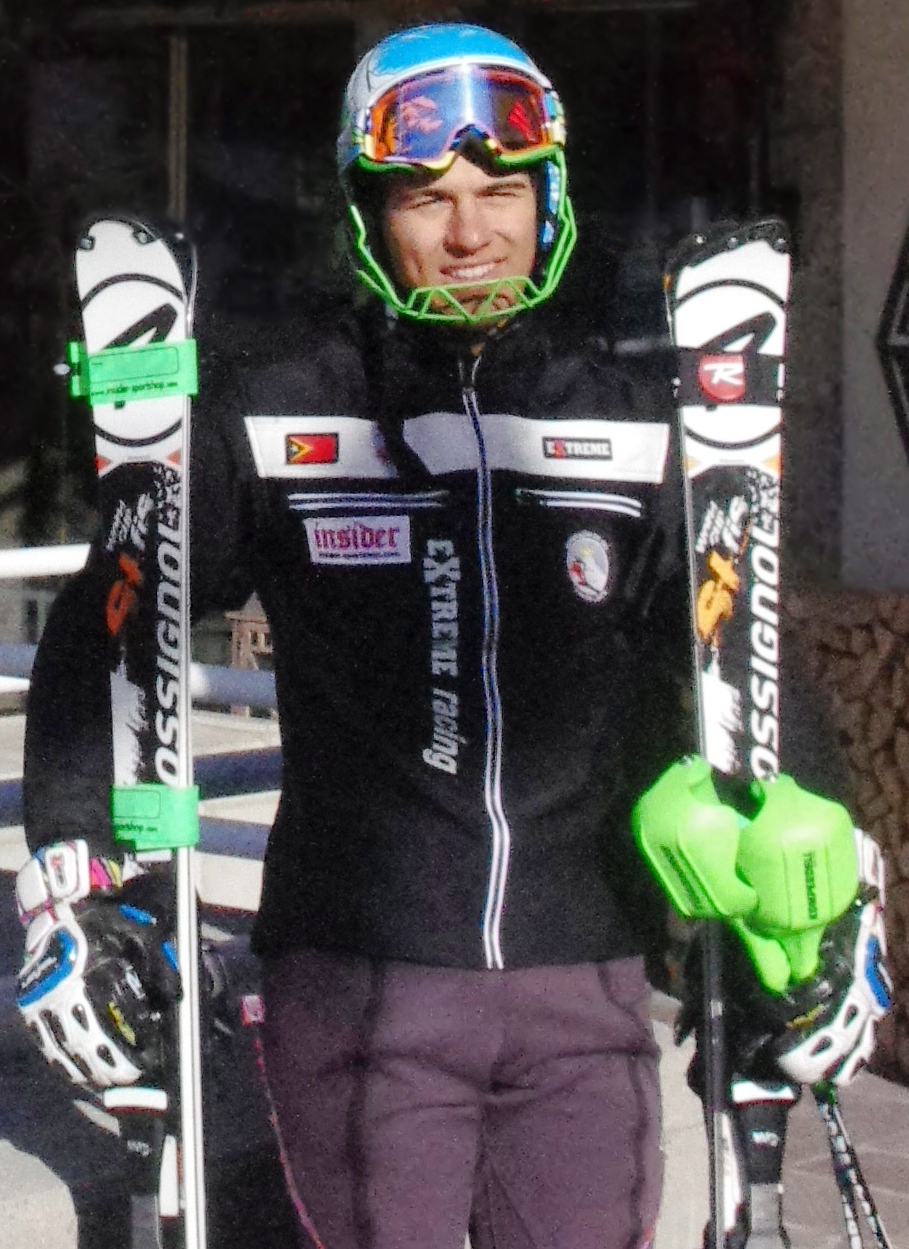
Yohan Goutt Goncalves

Der in Frankreich geborene Yohan Goutt Goncalves nahm in Sotschi 2014 als erster Osttimorese an Olympischen Winterspielen teil. Er startete beim Slalomwettbewerb und kam auf Platz 43 von 117 Teilnehmern. Auch 2018 im südkoreanischen Pyeongchang ging Goncalves in dieser Disziplin an den Start, schied aber im ersten Lauf aus. Er kam somit auf Rang 104. Goutt nahm auch an den Olympischen Winterspielen 2022 in Peking teil.

## Jugendspiele
Bei den ersten Jugend-Sommerspielen 2010 in Singapur traten Maria Silva, Miloria Hanarisa de Aráujo Santos und Ribeiro de Carvalho, in den Sportarten Leichtathletik und Taekwondo an. Medaillen wurden nicht gewonnen. Im Halbschwergewicht des Taekwondoturniers der Mädchen scheiterte Miloria Hanarisa de Aráujo Santos im Viertelfinale an der Deutschen Antonia Katheder. 2014 in Nanjing nahmen Nélia Martins und Domingos Sávio dos Santos als Läufer teil. Als Mitglied des gemischten Teams 017 gewann Santos über 8 × 100 m die Bronzemedaille, die sich allerdings nicht im Medaillenspiegel bei Osttimor wiederfindet. Die beiden Teilnehmer an den Jugend-Sommerspielen 2018 in Leichtathletik Angela Freitas und Manuel Ataide blieben erfolglos.

## Übersicht der Teilnehmer

### Sommerspiele
| Jahr      | Athleten                                      | Athleten                                      | Athleten                                      | Flaggenträger                                         | Sportarten                                    | Sportarten                                    | Sportarten                                    | Sportarten                                    | Medaillen                                     | Medaillen                                     | Medaillen                                     | Medaillen                                     | Medaillen                                     |
| Jahr      | Gesamt                                        | m                                             | w                                             | Flaggenträger                                         | Leichtathletik                                | Radsport                                      | Schwimmen                                     | Taekwondo                                     |                                               |                                               |                                               | Gesamt                                        | Rang                                          |
| --------- | --------------------------------------------- | --------------------------------------------- | --------------------------------------------- | ----------------------------------------------------- | --------------------------------------------- | --------------------------------------------- | --------------------------------------------- | --------------------------------------------- | --------------------------------------------- | --------------------------------------------- | --------------------------------------------- | --------------------------------------------- | --------------------------------------------- |
| 1896–1948 | nicht teilgenommen                            | nicht teilgenommen                            | nicht teilgenommen                            | nicht teilgenommen                                    | nicht teilgenommen                            | nicht teilgenommen                            | nicht teilgenommen                            | nicht teilgenommen                            | nicht teilgenommen                            | nicht teilgenommen                            | nicht teilgenommen                            | nicht teilgenommen                            | nicht teilgenommen                            |
| 1952–1996 | Teilnahme als Teil der Mannschaft Indonesiens | Teilnahme als Teil der Mannschaft Indonesiens | Teilnahme als Teil der Mannschaft Indonesiens | Teilnahme als Teil der Mannschaft Indonesiens         | Teilnahme als Teil der Mannschaft Indonesiens | Teilnahme als Teil der Mannschaft Indonesiens | Teilnahme als Teil der Mannschaft Indonesiens | Teilnahme als Teil der Mannschaft Indonesiens | Teilnahme als Teil der Mannschaft Indonesiens | Teilnahme als Teil der Mannschaft Indonesiens | Teilnahme als Teil der Mannschaft Indonesiens | Teilnahme als Teil der Mannschaft Indonesiens | Teilnahme als Teil der Mannschaft Indonesiens |
| 2000      | Teilnahme als unabhängige olympische Athleten | Teilnahme als unabhängige olympische Athleten | Teilnahme als unabhängige olympische Athleten | Teilnahme als unabhängige olympische Athleten         | Teilnahme als unabhängige olympische Athleten | Teilnahme als unabhängige olympische Athleten | Teilnahme als unabhängige olympische Athleten | Teilnahme als unabhängige olympische Athleten | Teilnahme als unabhängige olympische Athleten | Teilnahme als unabhängige olympische Athleten | Teilnahme als unabhängige olympische Athleten | Teilnahme als unabhängige olympische Athleten | Teilnahme als unabhängige olympische Athleten |
| 2004      | 2                                             | 1                                             | 1                                             | Agueda Amaral                                         | 2                                             |                                               |                                               |                                               |                                               |                                               |                                               |                                               |                                               |
| 2008      | 1                                             | 0                                             | 1                                             | Mariana Dias Ximenes                                  | 1                                             |                                               |                                               |                                               |                                               |                                               |                                               |                                               |                                               |
| 2012      | 2                                             | 1                                             | 1                                             | Augusto Ramos Soares                                  | 2                                             |                                               |                                               |                                               |                                               |                                               |                                               |                                               |                                               |
| 2016      | 3                                             | 1                                             | 2                                             | Francelina Cabral                                     | 2                                             | 1                                             |                                               |                                               |                                               |                                               |                                               |                                               |                                               |
| 2020      | 3                                             | 2                                             | 1                                             | Imelda Felicita Ximenes Belo und Felisberto de Deus   | 1                                             |                                               | 2                                             |                                               |                                               |                                               |                                               |                                               |                                               |
| 2024      | 4                                             | 2                                             | 2                                             | Ana da Costa da Silva Pinto Belo und Jolanio Guterres | 1                                             |                                               | 1                                             |                                               |                                               |                                               |                                               |                                               |                                               |
| Gesamt    | Gesamt                                        | Gesamt                                        | Gesamt                                        | Gesamt                                                | Gesamt                                        | Gesamt                                        | Gesamt                                        | Gesamt                                        | 0                                             | 0                                             | 0                                             | 0                                             | -                                             |

### Winterspiele
| Jahr      | Athleten           | Athleten           | Athleten           | Flaggenträger         | Sportarten         | Medaillen          | Medaillen          | Medaillen          | Medaillen          | Medaillen          |
| Jahr      | Gesamt             | m                  | w                  | Flaggenträger         | Ski Alpin          |                    |                    |                    | Gesamt             | Rang               |
| --------- | ------------------ | ------------------ | ------------------ | --------------------- | ------------------ | ------------------ | ------------------ | ------------------ | ------------------ | ------------------ |
| 1924–2010 | nicht teilgenommen | nicht teilgenommen | nicht teilgenommen | nicht teilgenommen    | nicht teilgenommen | nicht teilgenommen | nicht teilgenommen | nicht teilgenommen | nicht teilgenommen | nicht teilgenommen |
| 2014      | 1                  | 1                  | 0                  | Yohan Goutt Goncalves | 1                  |                    |                    |                    |                    |                    |
| 2018      | 1                  | 1                  | 0                  | Yohan Goutt Goncalves | 1                  |                    |                    |                    |                    |                    |
| 2022      | 1                  | 1                  | 0                  | Yohan Goutt Goncalves | 1                  |                    |                    |                    |                    |                    |
| Gesamt    | Gesamt             | Gesamt             | Gesamt             | Gesamt                | Gesamt             | 0                  | 0                  | 0                  | 0                  | -                  |

## Liste der Medaillengewinner

### Goldmedaillen
Bislang (Stand 2024) keine Goldmedaillen

### Silbermedaillen
Bislang (Stand 2024) keine Silbermedaillen

### Bronzemedaillen
Bislang (Stand 2024) keine Bronzemedaillen, abgesehen von der Medaille von Domingos Sávio dos Santos bei den Jugendspielen 2014 im gemischten Team.